# Rondo Cameron
Rondo Cameron (1925 – 1 de janeiro de 2001) foi um professor norte-americano de história econômica. Era nativo do Texas. Formou-se em Yale (1948) e recebeu o grau de pH.d. na Universidade de Chicago (1952). Lecionou na Universidade do Wisconsin-Madison a partir de 1952. Em 1969 foi para a Universidade de Emory, onde foi professor da Universidade de Kenan até se aposentar como professor emérito em 1993. Foi presidente da International Economic History Association (Sylla, 2001). É bem conhecido dos alunos de primeiro ano do curso de história da Universidade de Leicester pelo seu lendário livro de 1989 - A Concise Economic History of the World: From Paleolithic Times to the Present ("Uma história concisa da economia do mundo: do paleolítico até ao presente"). Segundo o prefácio, o livro teve muitos a ser amadurecido, com passagens num capítulo de uma palestra introdutória do curso de graduação em Yale em 1951.

## Publicações selecionadas
- Jerome Blum, Rondo Cameron, and Thomas G. Barnes. (1970). The European World. Little, Brown.
- Rondo Cameron et al. (1975). Civlizations: Western and World.
- Rondo Cameron (1966). France and Economic Development of Europe.
- _____ (1967). Banking in the Early Stages of Industrialization.
- _____ (1989). A Concise Economic History of the World: From Paleolithic Times to the Present, Oxford.
- Rondo Cameron and Larry Neal (2003, 4th ed.) A Concise Economic History of the World: From Paleolithic Times to the Present,480 pp., including annotated bibliography, Oxford.